# Liste der Nummer-eins-Hits in Norwegen (1985)
Diese Liste enthält alle Nummer-eins-Hits in Norwegen im Jahr 1985. Es gab in diesem Jahr 14 Nummer-eins-Singles und zehn Nummer-eins-Alben.
| Singles | Alben |
| --- | --- |
| - Limahl – The NeverEnding Story - 7 Wochen (48/1984 – 2/1985) - Band Aid – Do They Know It’s Christmas? - 3 Wochen (3/1985 – 5/1985) - Foreigner – I Want to Know What Love Is - 5 Wochen (6/1985 – 10/1985) - Video Kids – Woodpeckers from Space - 2 Wochen (11/1985 – 12/1985) - USA For Africa – We Are the World - 10 Wochen (13/1985 – 22/1985) - Bobbysocks – Let It Swing - 1 Woche (23/1985) - Paul Hardcastle – 19 - 7 Wochen (24/1985 – 30/1985) - Sandra – (I’ll Never Be) Maria Magdalena - 4 Wochen (31/1985 – 34/1985) - Eurythmics – There Must Be an Angel (Playing with My Heart) - 1 Woche (35/1985) - Monroes – Cheerio - 7 Wochen (36/1985 – 42/1985) - a-ha – Take on Me - 2 Wochen (43/1985 – 44/1985) - Modern Talking – Cheri, Cheri Lady - 1 Woche (45/1985) - Jennifer Rush – The Power of Love - 4 Wochen (46/1985 – 49/1985) - Lionel Richie – Say You, Say Me - 8 Wochen (50/1985 – 5/1986) | - Limahl – Don’t Suppose - 5 Wochen (51/1984 – 3/1985) - Alphaville – Forever Young - 1 Woche (4/1985) - Foreigner – Agent Provocateur - 2 Wochen (5/1985 – 6/1985) - John Fogerty – Centerfield - 6 Wochen (7/1985 – 12/1985) - Phil Collins – No Jacket Required - 4 Wochen (13/1985 – 16/1985) - USA for Africa – We Are the World - 6 Wochen (17/1985 – 22/1985) - Dire Straits – Brothers in Arms - 6 Wochen (23/1985 – 28/1985, insgesamt 12 Wochen) - Forente Artister – Sammen för livet - 2 Wochen (29/1985 – 30/1985) - Dire Straits – Brothers in Arms - 6 Wochen (32/1985 – 37/1985, insgesamt 12 Wochen) - Monroes – Face Another Day - 5 Wochen (38/1985 – 42/1985) - a-ha – Hunting High and Low - 5 Wochen (43/1985 – 47/1985, insgesamt 8 Wochen; → 1986) - Jennifer Rush – Jennifer Rush - 9 Wochen (48/1985 – 4/1986) |
| | |

Siehe auch: Nummer-eins-Hits 1985 in  Australien, Belgien, Dänemark, Deutschland, Finnland, Frankreich, Irland, Italien, Japan, Kanada, Neuseeland, den Niederlanden, Österreich, Schweden, der Schweiz, Spanien, den Vereinigten Staaten und im Vereinigten Königreich.